# Глубокая Балка (Полтавская область)
Глубокая Балка (укр. Глибока Балка) — село,
Лобачевский сельский совет,
Решетиловский район,
Полтавская область,
Украина.
Код КОАТУУ — 5324281903. Население по переписи 2001 года составляло 478 человек.

## Географическое положение
Село Глубокая Балка находится на берегу пересыхающей речушки, которая через 7 км впадает в реку Говтва.
На расстоянии в 1,5 км расположены сёла Лобачи, Бакай и Коржи.
На реке сделано несколько запруд.
Через село проходит автомобильная дорога М-03.

## Экономика
- ЧП «Первомайское».
- ООО «Бурат-Агро».
- Загородный комплекс "BALKA ECO CLUB"

## Объекты социальной сферы
- Школа І—ІІ ст.